# Play It Again, David
Play It Again, David is de vijfde aflevering van het tweede seizoen van het tienerdrama Beverly Hills, 90210, die voor het eerst werd uitgezonden op 8 augustus 1991. De titel is een referentie naar de citaat "Play it again, Sam", die werd gebruikt in de film Casablanca (1942).

## Verhaal
Brandon wordt aangewezen als "grote broer" aan een probleemjongen van tien jaar oud. Op het begin heeft ook hij moeite met de jongen, maar hij bouwt al snel een band op met hem. Wanneer hij erachter komt dat zijn moeder hem fysiek mishandelt, weet hij niet goed wat hij moet doen met die informatie.
Ondertussen begint Jackie, de moeder van Kelly, uit te gaan met Mel, de vader van David. Kelly heeft een hekel aan David en wil niet dat haar moeder uitgaat met Mel. Ze doet er dan ook alles aan om dit tegen te gaan.

## Rolverdeling
- Jason Priestley - Brandon Walsh
- Shannen Doherty - Brenda Walsh
- Jennie Garth - Kelly Taylor
- Ian Ziering - Steve Sanders
- Gabrielle Carteris - Andrea Zuckerman
- Luke Perry - Dylan McKay
- Brian Austin Green - David Silver
- Tori Spelling - Donna Martin
- Carol Potter - Cindy Walsh
- James Eckhouse - Jim Walsh
- Ann Gillespie - Jackie Taylor
- Matthew Laurance - Mel Silver
- James Pickens jr. - Henry Thomas
- Coleby Lombardo - Felix
- Lenore Kasdorf - Suzanne